# John Boultbee (Robbenjäger)
John Boultbee (* 3. September 1799 in Bunny, Nottinghamshire, England; † 1854 in Ceylon) war ein englischer Wal- und Robbenfänger.

## Leben
Er wurde als neunter und jüngster Sohn des in ärmlichen Verhältnissen lebenden Farmpächters John Boultbee und der Sarah Elizabeth Lane in der Grafschaft Nottinghamshire geboren. Schon als 16-Jähriger (1816) fuhr Boultbee als Robbenfänger nach Brasilien, zwei Jahre später (1818) nach Barbados. Im Jahr 1823 begleitete er seinen Bruder Edwin nach Tasmanien (Van-Diemen's-Land). 1824 traf er auf der tasmanischen Preservation Island (Furneaux-Gruppe, östliche Bass Strait, südwestlich von Cape Barren Island) den früheren Sträfling und Robbenfänger James Munro (um 1779–1845), der seit 1819 dort lebte und bis zu seinem Tod als „König der Robbenfänger“ und offizieller Sprecher der Bewohner dort blieb.
In den Jahren 1825 bis 1828 lebte und arbeitete er mit anderen Robbenfängern im Süden Neuseelands. Während dieser harten drei Jahre, in denen es gewöhnlich zu kriegerischen Auseinandersetzungen zwischen den Robbenfängern und den Māori kam, dokumentierte Boultbee stattdessen als erster Europäer die Sprache und Lebensweise der Māori rund um den Otago Harbour. Seine Beobachtungen, u. a. 220 Ausdrücke der māorischen Sprache, einige Liedertexte und Namen, schrieb er mit Beerensaft statt Tinte in sein Tagebuch, das erst 1986 als Journal of a Rambler veröffentlicht wurde. Im Jahr 1827 lebte er mit den Māori in Murihiku.
Seinen 34. Geburtstag feierte er 1833 auf einem Schiff, das vor Manado (Sulawesi, Indonesien) ankerte. 1834 wanderte er nach Ceylon aus, wo er 1854 starb.